# Helicophanta gloriosa
Espèce
Helicophanta gloriosa est une espèce d'escargots de la famille des Acavidae (gastéropodes de la sous-classe des Pulmonata).

## Répartition
Helicophanta gloriosa est endémique de Madagascar. 

## Description

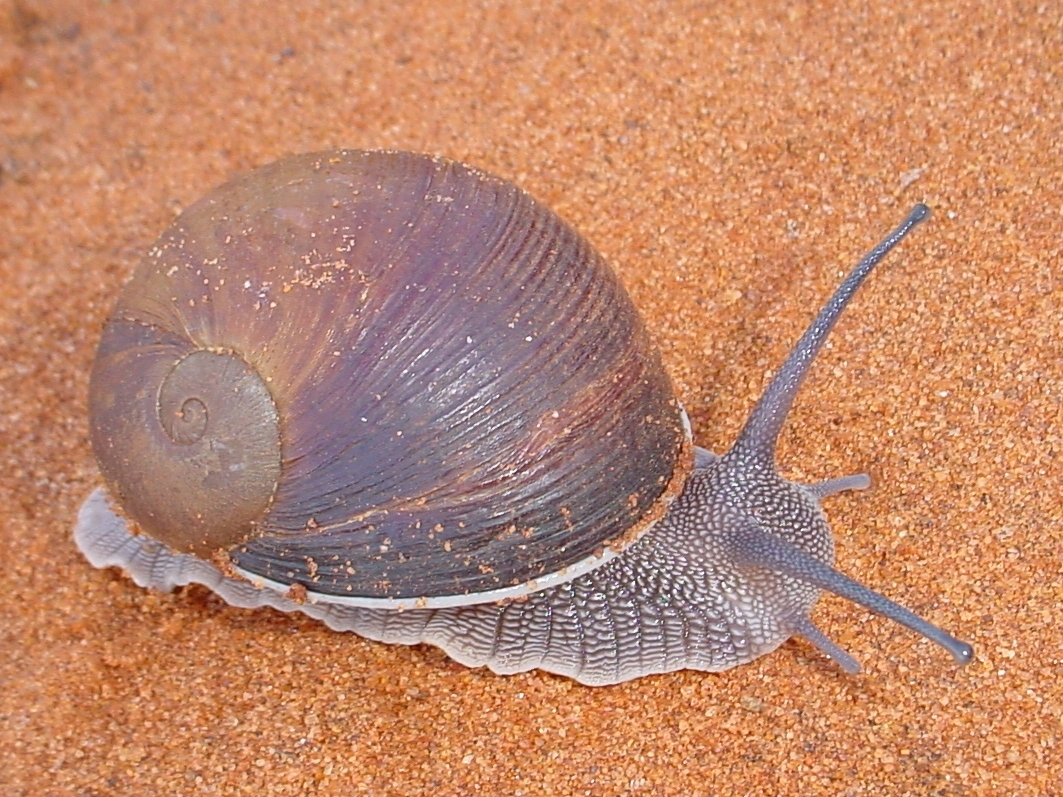
Helicophanta gloriosa.

Helicophanta gloriosa a une taille d'environ 70 mm.